# Rock Lee - Prodezze di un giovane ninja
Rock Lee - Prodezze di un giovane ninja (ロック・リーの青春フルパワー忍伝?, Rock Lee no seishun full power ninden) è un manga scritto e disegnato da Kenji Taira, spin-off della serie Naruto di Masashi Kishimoto e incentrato sulle cronache del personaggio di Rock Lee. Il manga è stato pubblicato da Shūeisha sulla rivista Saikyō Jump dal 3 dicembre 2010 al 4 luglio 2014. Dal manga è stata tratta una serie televisiva anime prodotta da Pierrot. L'anime, intitolato Naruto SD: Rock Lee no seishun full power ninden, è stato trasmesso in Giappone su TV Tokyo dal 3 aprile 2012 al 26 marzo 2013 in sostituzione di Bleach, ed è un midquel parallelo della storia dell'eroe Naruto Uzumaki, in cui non segue la trama principale della serie Naruto Shippuden.

## Trama
La serie narra gli allenamenti condotti da Rock Lee durante la sua gioventù al Villaggio della Foglia, il quale non può usare i ninjutsu ma eccelle invece nel taijutsu e nel combattimento corpo a corpo. La serie comprende scene comiche e mini-sketch per sottolineare le ambizioni e le idee dei personaggi.

## Personaggi

Rock Lee e i suoi amici nella sigla iniziale

I personaggi della serie sono i medesimi della serie principale scritta e disegnata da Masashi Kishimoto, tuttavia le vicende sono incentrate maggiormente sul personaggio di Rock Lee, mentre i protagonisti della serie principale diventano meno importanti ai fini della trama.

## Manga
Il manga, scritto e disegnato da Kenji Taira, è stato serializzato sulla rivista Saikyo Jump, edita da Shūeisha, a partire dal 3 dicembre 2010, concludendosi sul numero di agosto di Saikyo Jump, uscito il 4 luglio 2014. I capitoli della serie sono stati raccolti in sette volumi tankōbon, con il primo pubblicato il 3 febbraio 2012 e l'ultimo il 4 agosto 2014. Panini Comics ha pubblicato la seria in Italia dal 6 novembre 2014 al 5 novembre 2015.

## Anime
Il 1º febbraio 2012 Shūeisha ha annunciato che il manga spin-off di Naruto creato da Kenji Taira, Rock Lee no Seishun Full-Power Ninden avrebbe ricevuto un adattamento ad anime. Prodotto da Pierrot e diretto da Masahiko Murata, la serie ha debuttato su TV Tokyo il 3 aprile 2012 al posto della serie anime Bleach. La trasmissione si concluse un anno dopo, per un totale di 51 episodi prodotti e trasmessi, l'ultimo dei quali andato in onda il 26 marzo 2013. Una replica includente parte dei 51 episodi e intitolata Naruto SD: Rock Lee no Seishun Full-Power Ninden Mō Iccho è in onda su TV Tokyo dal 1º ottobre 2013. La serie è in corso di pubblicazione in DVD in Giappone con tre episodi a disco. Il primo DVD è stato pubblicato il 18 luglio 2012 e contiene gli episodi da 1 a 3. In Italia, la serie è inedita.
Negli Stati Uniti la webTV Crunchyroll ha trasmesso simultaneamente in streaming gli episodi della serie con il titolo Rock Lee & His Ninja Pals.

### Sigle
La serie ha sei sigle, due di apertura e quattro di chiusura.
| Sigle di apertura (Opening) | Sigle di apertura (Opening)                                   | Sigle di apertura (Opening)          | Sigle di apertura (Opening)      | Sigle di apertura (Opening) |
| N°                          | Titolo                                                        | Traslitterazione/Traduzione          | Artista                          | Episodi                     |
| --------------------------- | ------------------------------------------------------------- | ------------------------------------ | -------------------------------- | --------------------------- |
| 1                           | Give Lee Give Lee Rock Lee                                    | "Dai Lee Dai Lee Rock Lee"           | Animetal USA & Hironobu Kageyama | 1-26                        |
| 2                           | Love Song                                                     | "Canzone d'Amore"                    | OKAMOTO'S                        | 27-51                       |
| Sigle di chiusura (Ending)  |                                                               |                                      |                                  |                             |
| N°                          | Titolo                                                        | Traslitterazione/Traduzione          | Artista                          | Episodi                     |
| 1                           | Twinkle Twinkle                                               | "Splendente Splendente"              | Secret                           | 1-13                        |
| 2                           | Go! Go! Here We Go! Rock Lee                                  | "Vai! Vai! Andiamo di Qua! Rock Lee" | Shiritsu Ebisu Chugaku           | 14-26                       |
| 3                           | Daijoubu Bokura                                               | "Tutto Va Bene"                      | RAM WIRE                         | 27-39                       |
| 4                           | Icha Icha Chu Chu Kyappi Kyappi Love Love Suri Suri Doki Doki | " / "                                | HAPPY BIRTHDAY                   | 40-51                       |

## Doppiaggio
| Personaggio         | Doppiatore giapponese |
| ------------------- | --------------------- |
| Rock Lee            | Yōichi Masukawa       |
| Naruto Uzumaki      | Junko Takeuchi        |
| Sakura Haruno       | Chie Nakamura         |
| Kakashi Hatake      | Kazuhiko Inoue        |
| Choji Akimichi      | Kentarō Itō           |
| Neji Hyuga          | Kouichi Toochika      |
| Orochimaru          | Kujira                |
| Tsunade             | Masako Katsuki        |
| Might Guy           | Masashi Ebara         |
| Hinata Hyuga        | Nana Mizuki           |
| Kabuto Yakushi      | Nobutoshi Hayashi     |
| Shikamaru Nara      | Showtaro Morikubo     |
| Narratore           | Tōru Ōkawa            |
| Tenten              | Yukari Tamura         |
| Gaara               | Akira Ishida          |
| Konan               | Atsuko Tanaka         |
| Giraffe             | Baron Yamazaki        |
| Zenzen              | Chiaki Takahashi      |
| Teuchi              | Eisuke Asakura        |
| Ay                  | Hideaki Tezuka        |
| Itachi Uchiha       | Hideo Ishikawa        |
| Samui               | Hikari Yono           |
| Homura Mitokado     | Hikaru Miyata         |
| Danzo Shimura       | Hiroshi Ito           |
| Gamabunta           | Hiroshi Naka          |
| Killer Bee          | Hisao Egawa           |
| Jiraiya             | Hōchū Ōtsuka          |
| Konohamaru Sarutobi | Ikue Ohtani           |
| Karin               | Kanako Tojo           |
| Boss                | Kanehira Yamamoto     |
| Clerk               | Kanehira Yamamoto     |
| Gambler             | Kanehira Yamamoto     |
| Store Manager       | Kanehira Yamamoto     |
| Deidara             | Katsuhiko Kawamoto    |
| Ningame             | Katsuhiro Kitagawa    |
| Ninja               | Katsumi Watanabe      |
| Hizashi Hyuga       | Kazuaki Ito           |
| Shizune             | Keiko Nemoto          |
| Tonton              | Keiko Nemoto          |
| Cee                 | Kenji Fukuda          |
| Aoba Yamashiro      | Kenjirō Tsuda         |
| Pain                | Kenyuu Horiuchi       |
| Kiba Inuzuka        | Kousuke Toriumi       |
| Omoi                | Kunihiro Kawamoto     |
| Baby Guy            | Kurumi Mamiya         |
| Katsuyu             | Mamiko Noto           |
| Devil               | Masahito Yabe         |
| Hidan               | Masaki Terasoma       |
| Ayame               | Masayo Hosono         |
| Mie                 | Mika Kanai            |
| Ebisu               | Nobuo Tobita          |
| Zetsu               | Nobuo Tobita          |
| Sasuke Uchiha       | Noriaki Sugiyama      |
| Yamato              | Rikiya Koyama         |
| Temari              | Romi Paku             |
| Ino Yamanaka        | Ryoka Yuzuki          |
| Darui               | Ryota Takeuchi        |
| Sock Lee            | Ryūsei Nakao          |
| Sai                 | Satoshi Hino          |
| Shino Aburame       | Shinji Kawada         |
| Atsui               | Shinobu Matsumoto     |
| Pakkun              | Shinpachi Tsuji       |
| Jugo                | Shuuhei Sakaguchi     |
| Sasori              | Takahiro Sakurai      |
| Anko Mitarashi      | Takako Honda          |
| Suigetsu Hozuki     | Takashi Kondo         |
| Kakuzu              | Takaya Hashi          |
| Kurama              | Tesshou Genda         |
| Gamatatsu           | Tomo Shigematsu       |
| Izumo Kamizuki      | Tomohiro Tsuboi       |
| Suzume              | Tomoko Miyadera       |
| Kisame Hoshigaki    | Tomoyuki Dan          |
| Kotetsu Hagane      | Tomoyuki Kono         |
| Iruka Umino         | Toshihiko Seki        |
| Tobi                | Wataru Takagi         |
| Kankuro             | Yasuyuki Kase         |
| Gamakichi           | Yoji Ueda             |
| Karui               | Yuka Komatsu          |
| Kamatari            | Yukitoshi Tokumoto    |
| Pac Lee             | Yusuke Katayama       |